# Alypos (Bildhauer)
Alypos (altgriechisch Ἄλυπος) von Sikyon war ein griechischer Bildhauer, der Ende des 5. und Anfang des 4. Jahrhunderts v. Chr. tätig war. Er war ein Schüler des Naukydes und gehörte damit der zweiten Generation in der Nachfolge des Polyklet an. Alypos schuf eine Reihe von Feldherren- und Siegerstatuen, die sich im Apollonheiligtum in Delphi und im Zeusheiligtum in Olympia befanden.
Die Feldherrenstatuen in Delphi waren Teil einer Votivgabe der Lakedaimonier, die von Lysander nach der Schlacht bei Aigospotamoi zwischen 405 und 403 v. Chr. gestiftet wurde. Pausanias nennt Statuen der Nauarchen Theopompos aus Myndos, Kleomedes aus Samos, Aristokles und Karystos aus Euboia, Autonomos aus Eretria, Aristophantos aus Korinth, Apollodoros aus Troizen und Dion aus Epidauros. Die Basen der Statuen von Autonomos, Apollodoros und Theopompos wurden bei Ausgrabungen in Delphi gefunden, letztere war gleichzeitig die Basis einer Statue von Aiantides von Milet, die von Teisandros geschaffen wurde. Die Spuren der Statuenfüße auf den Basen lassen auf Figuren mit dem von Polyklet mitentwickelten klassischen Kontrapost schließen.
In Olympia befanden sich nach dem Bericht des Pausanias vier Siegerstatuen des Alypos. Drei davon befanden sich rechts neben dem Heraion: eine Statue des Ringers Symmachos von Elis, der 404 v. Chr. die Spiele gewonnen hat, eine des Neolaidas von Pheneos, Sieger im Faustkampf der Jungen, und von Archedamos von Elis, der 396 v. Chr. im Ringen der Jungen siegreich war.
Eine weitere Statue von Euthymenes von Mainalos wurde anlässlich seines 400 v. Chr. erreichten Sieges im Ringen der Jungen von Alypos geschaffen.